# Scapholeberis
Scapholeberis é um género de pequenos crustáceos de água doce da família Daphniidae. O género foi descrito em 1858 por Schoedler e os seus membros têm distribuição cosmopolita.

## Espécies
O género inclui as seguintes espécies:
- Scapholeberis armata Herrick, 1882
- Scapholeberis duranguensis Quiroz-Vázquez & Elías-Gutiérrez, 2009
- Scapholeberis erinaceus Daday, 1903